# Robert Greville, 2. Baron Brooke

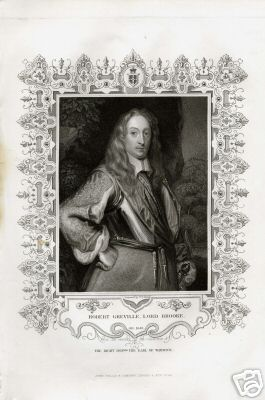
Robert Greville, 2. Baron Brooke

Robert Greville, 2. Baron Brooke (* Mai 1607; † 2. März 1643 in Lichfield) war ein General im Englischen Bürgerkrieg auf Seiten der Republikaner.

## Leben
Er war der Cousin von Fulke Greville, 1. Baron Brooke (1554–1628), Gutsherr von Beauchamp Court in Warwickshire, der ihn mit vier Jahren adoptierte und seine Erziehung übernahm, die teilweise im Ausland stattfand. 1628 wurde er als Abgeordneter für Warwick ins Unterhaus des englischen Parlaments gewählt. Er gab dieses Mandat jedoch noch im selben Jahr auf, als sein kinderloser Adoptivvater ermordet wurde und er, aufgrund einer besonderen Erbregelung, neben dessen Vermögen (zu dem auch Warwick Castle gehörte) sowie dessen Titel als Baron Brooke erbte und er den damit verbundenen Sitz im Oberhaus einnahm. 1629 schloss er sein Studium an der Universität Cambridge als Magister Artium ab. Er war ab 1629 Mitglied einer Kaufmannsgruppe (Providence Island Company) unter Leitung des Robert Rich, 2. Earl of Warwick, die auf den Karibikinseln Providencia und Tortuga Plantagen errichten wollte (mit Beteiligung am Sklavenhandel) und diese als Ausgangspunkt für Kaperfahrten gegen die Spanier benutzen wollte, dabei allerdings puritanische Sitten aufrichten erhalten wollte. Die Spanier zerstörten 1635 die Niederlassung auf Providencia, was den Unternehmensgeist der Gesellschaft aber nicht bremste. Greville selbst plante 1638 mit dem William Fiennes, 1. Viscount Saye and Sele, in die Karibik überzusiedeln, erhielt aber keine Erlaubnis vom König.
1639 sollte er als Offizier den König auf einem Feldzug nach Schottland begleiten (Zweiter Bischofskrieg), verweigerte aber die Gefolgschaft und wurde kurzzeitig 1640 inhaftiert. Im August 1640 war er einer derjenigen, die eine Petition an den König richteten, den Konflikt mit Schottland unblutig zu beenden und wurde zu einem der Emissäre nach Schottland ernannt.

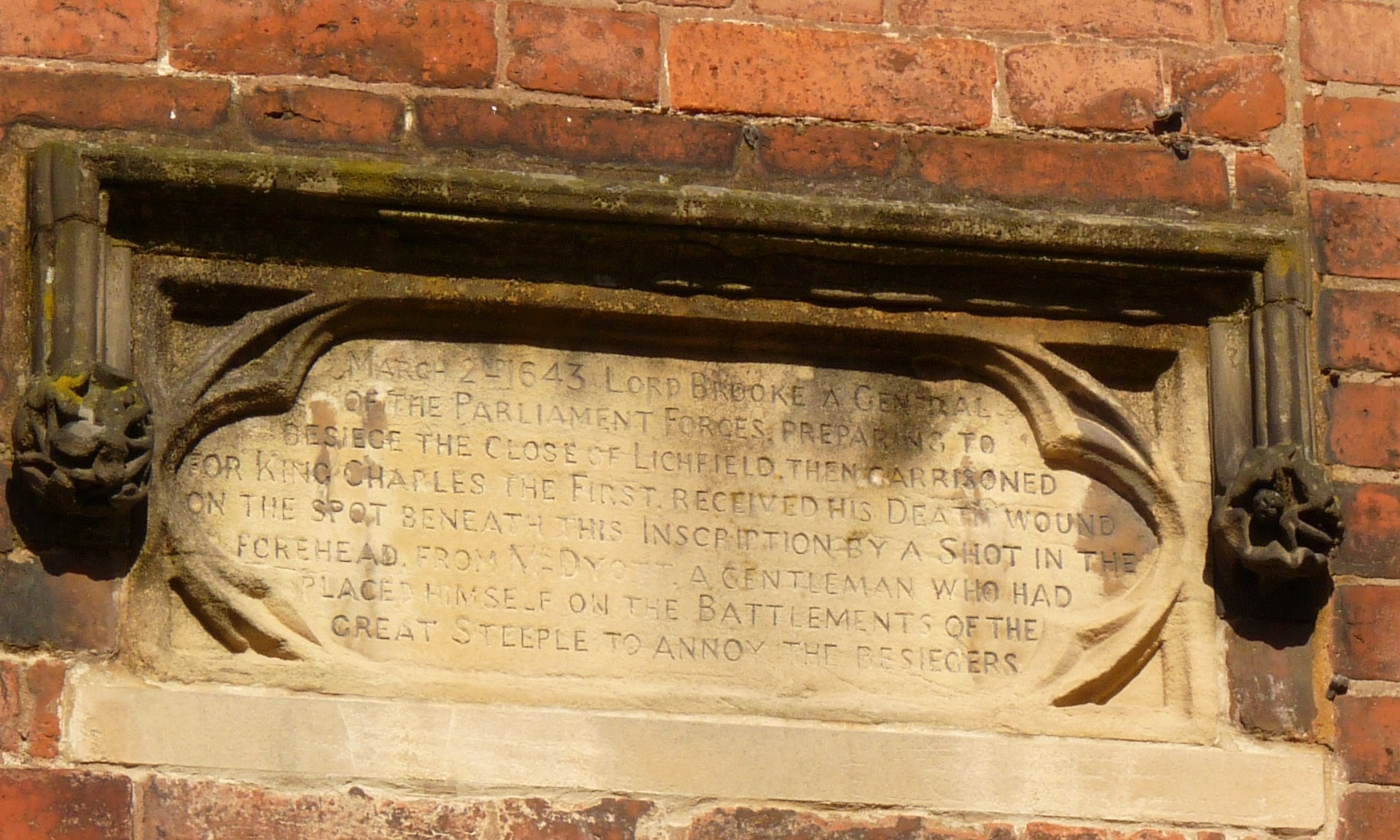
Plakette an der Kathedrale von Lichfield, die an seinen Tod erinnert

Im Englischen Bürgerkrieg kommandierte er Truppen in Warwickshire und Staffordshire, wo er als Lord Lieutenant Kommandeur der Miliz war. Im September 1642 wurde er zum Speaker des House of Lords ernannt. Im Oktober 1642 kämpfte er in der Schlacht bei Edgehill und wurde im Januar 1643 vom Earl of Essex zum Major-General ernannt. Nachdem er 1643 Stratford upon Avon erobert hatte und Warwickshire für das Parlament sichern konnte, drang er in Staffordshire ein. Er wurde bald darauf bei der Belagerung von Lichfield vor der Kathedrale durch einen Scharfschützen erschossen (die Kugel traf ihn ins Auge).
Er schrieb politische, philosophische und theologische Traktate. Das Studium einiger schwieriger Stellen der Offenbarung und Matthäus 24 führte zu seinem Traktat über die Natur der Wahrheit. Es wurde von seinem Freund John Wallis scharf kritisiert.
Um 1630 heiratete er Catherine Russell, Tochter von Francis Russell, 4. Earl of Bedford (1593–1641). Sie hatten fünf Söhne. Seine Nachfolge als Baron Brooke trat sein Sohn Francis Greville an und als dieser 1658 starb sein zweiter Sohn Robert Greville, der wiederum 1677 von seinem dritten Sohn Fulke Greville beerbt wurde.

## Schriften
- A Discourse opening the nature of that Episcopacie which is exercised in England. 1641.
- The nature of truth. 1641.